# Карафа, Грегорио
Грего́рио Кара́фа (итал. Gregorio Carafa; 17 марта 1615, Каулония — 21 июля 1690, Валлетта) — 61/62-й Великий магистр ордена госпитальеров (1680—1690), военачальник из итальянского рода Карафа, племянник Папы Римского Павла IV (или по иным источникам — Павла V).

## Титул, герб, родство
Приор Рочеллы (итал. principe di Roccella, или ля Рошель фр. prieur da La Rochelle) был избран великим магистром 2 мая 1680 года. Принадлежность к Рочелле (или Ля Рошель) обозначена в титуле на золотых монетах: DE PRINC•ROCC•. На аверсе изображён герб великого магистра, 2-я и 3-я четверти французского щита которого повторяют символику родового герба семьи Карафа: три парные пояса с чередующимися верхними красными и нижними серебряными полосами. Данная символика также фигурирует на гравюре 1726 года из работы аббата Верто и свидетельствует о принадлежности к знатному итальянскому роду Карафа. Геральдические фигуры 2-й и 3-й четвертей щита аналогичны фигурам герба папы римского Павла IV. Тем не менее, имеются указания, что Грегорио Карафа был племянником папы римского Павла V.

## Биография
Источники указывают разные места рождения: Калабрия или Неаполь. Был записан в Мальтийский орден уже 3 месяца спустя своего рождения. Получил достойное выходцам из благородных семейств образование в Неаполе. В 1635 году служил в Каталонии капитаном кавалерии, где настолько показал мужество и твёрдость, что был произведен в кавалеры Большого креста Мальтийского ордена. Титул приора Рочелли получил после смерти дяди. Вернувшись в Италию, вооружил на собственные средства людей и содействовал защите Мальты, опасавшейся нападения турок. Впоследствии самым успешным было сражение против османов за Дарданеллы (1656—1657). Помимо того мальтийские рыцари были задействованы в постоянной борьбе за Мессину, важнейший пункт на пересечении морских транспортных путей.
После избрания великим магистром завершил начатое предшественником строительство фортификационных сооружений. В 1683 году отправил мальтийцев на помощь войскам христианских королевств Европы и папы римского для снятия турецкой осады Вены.
Великий магистр Грегорио Карафа скончался 21 июля 1690 года, его тело захоронено в Валлетте в соборе св. Иоанна в капелле «языка» Италии (фр. dans la Chapelle de la Langue d’Italie). Руководил орденом 9 лет и 10 месяцев. Описание отчеканенных за период его правления монет приведено в книге «Анналы Мальтийского ордена» (Annales de l’Ordre de Malte).